# Диагональнополосый сомик
Диагональнополосый сомик (лат. Corydoras melini) — вид пресноводных лучепёрых рыб семейства панцирных сомов (Callichthyidae), аквариумная рыбка.
Длина рыбы составляет 5 см. Обитает в водоёмах Колумбии. Вид получил своё название из-за двух чёрных полосок на красновато-белом основном цвете, проходящих вокруг головы, а также от спины к хвостовому плавнику.
Corydoras melini — спокойная, живущая в маленьких стайках донная рыба, нуждается в свободном доступе к водной поверхности.
Хорошо подходит для аквариумистики, а также для общественных бассейнов. Представители вида предпочитают тёплые воды температурой 25—28 °C.